# Metopius basalis
Metopius basalis là một loài tò vò trong họ Ichneumonidae.